# اومرن
اومرن (به آلمانی: Ummern) یک شهر در آلمان است که در گیفهورن واقع شده‌است. اومرن ۱٬۶۰۶ نفر جمعیت دارد.